# جایزه سینمایی ام‌تی‌وی ۲۰۱۴
جایزه سینمایی ام‌تی‌وی ۲۰۱۴ در ۱۳ آوریل ۲۰۱۴ در تئاتر نوکیا واقع در لس آنجلس، کالیفرنیا برگزار شد. میزبانی این مراسم را کانن اوبراین بر عهده داشت.

## اجراکنندگان
- کانن اوبراین و آدام دیواین
- تونتی وان پایلوتس — «Car Radio»
- امینم و ریانا — "هیولا"[۵]
- الی گولدینگ، زد، ماتیو کوما و میریام برینات— «Beating Heart» و «Find You»

## ارائه‌دهندگان
- لوپیتا نیونگو
- ست مک‌فارلن آماندا سایفرد
- شی‌لین وودلی
- کریس پرت
- جرد لتو
- ریتا اورا و جسیکا آلبا
- الن پیج – مردان ایکس: روزهای گذشته آینده
- میلا کونیس و جونا هیل
- اورلاندو بلوم
- ست روگن، زک افران و دیو فرانکو
- کامرون دیاز، لزلی من، نیکی میناژ و کیت آپتون
- جوردانا بوروستر – یادبودی برای پل واکر
- آرون تایلر-جانسون
- آدریان گرنیر، جری فرارا و کوین دیلون
- اندرو گارفیلد، اما استون و جیمی فاکس – مرد عنکبوتی شگفت‌انگیز ۲
- ایگی آزالیا و مایلز تلر
- جانی دپ

## نامزدان

### فیلم‌هایی که نامزد چند جایزه شدند
- هشت بار - حقه‌بازی آمریکایی, گرگ وال استریت (فیلم ۲۰۱۳) و عطش مبارزه: اشتعال
- شش بار - ما میلرها هستیم
- چهار بار - ۱۲ سال بردگی, گوینده ۲: افسانه ادامه دارد, باشگاه خریداران دالاس, هابیت: برهوت اسماگ و این پایان کار است
- دو بار - دزد هویت, مرد آهنی ۳, کله‌خر تقدیم می‌کند: بابا بزرگ بد, سواری با هم, اکنون شگفت‌انگیز و ثور: دنیای تاریک

### افرادی که نامزد چند جایزه شدند
- پنج بار - لئوناردو دی‌کاپریو
- چهار بار - جنیفر لارنس
- سه بار - ایمی آدامز، جنیفر آنیستون، متیو مک‌کانهی، جونا هیل، ملیسا مک‌کارتی و ویل پولتر
- دو بار - تینا فی، ایمی پولر، کانیه وست، استیو کارل، ویل فرل، پل راد، دیوید کوچنر، جرد لتو، اورلاندو بلوم، کریس همسورث، کوین هارت، ست روگن، جانی ناکسویل، چنینگ تیتوم، کریستین بیل و مایلز تلر

## برنده‌های چندباره
- سه بار - عطش مبارزه: اشتعال
- دو بار - ما میلرها هستیم، گرگ وال استریت، این پایان کار است

## جوایز
برنده‌های به صورت پررنگ نوشته‌شده‌اند.

### فیلم سال
عطش مبارزه: اشتعال
- ۱۲ سال بردگی
- حقه‌بازی آمریکایی
- هابیت: برهوت اسماگ
- گرگ وال استریت (فیلم ۲۰۱۳)

### بهترین اجرای مرد
جاش هاچرسون – عطش مبارزه: اشتعال
- بردلی کوپر – حقه‌بازی آمریکایی
- چویتل اجیوفور – ۱۲ سال بردگی
- لئوناردو دی‌کاپریو – گرگ وال استریت (فیلم ۲۰۱۳)
- متیو مک‌کانهی – باشگاه خریداران دالاس

### بهترین اجرای زن
جنیفر لارنس – عطش مبارزه: اشتعال
- ایمی آدامز – حقه‌بازی آمریکایی
- جنیفر آنیستون – ما میلرها هستیم
- لوپیتا نیونگو – ۱۲ سال بردگی
- ساندرا بولاک – جاذبه (فیلم)

### بهترین اجرای «ترسنده»
برد پیت – جنگ جهانی زد
- رز بیرن – توطئه‌آمیز: فصل ۲
- جسیکا چستین – ماما (فیلم ۲۰۱۳)
- ورا فارمیگا – احضار روح (فیلم)
- ایتن هاک – پاکسازی (فیلم ۲۰۱۳)

### موفق‌ترین اجرا
ویل پولتر – ما میلرها هستیم*
- لیام جیمز – راه راه بازگشت
- مارگو رابی – گرگ وال استریت (فیلم ۲۰۱۳)
- مایکل بی.جردن – Fruitvale Station
- مایلز تلر – اکنون شگفت‌انگیز

### بهترین اجرای دوتایی
وین دیزل و پل واکر – سریع و خشمگین ۶
- ایمی آدامز و کریستین بیل – حقه‌بازی آمریکایی
- آیس کیوب و کوین هارت – سواری با هم
- جونا هیل و لئوناردو دی‌کاپریو – گرگ وال استریت (فیلم ۲۰۱۳)
- متیو مک‌کانهی و جرد لتو – باشگاه خریداران دالاس

### بهترین اجرای بدون تی‌شرت
زک افران – آن لحظه مزخرف
- کریس همسورث – ثور: دنیای تاریک
- جنیفر آنیستون – ما میلرها هستیم
- لئوناردو دی‌کاپریو – گرگ وال استریت (فیلم ۲۰۱۳)
- سام کلافلین – عطش مبارزه: اشتعال

### بهترین دعوا
اورلاندو بلوم و اوانجلین لیلی در مقابل Orcs – هابیت: برهوت اسماگ
- جیسون بیتمن در مقابل ملیسا مک‌کارتی – دزد هویت
- جنیفر لارنس، جاش هاچرسون و سام کلافلین در مقابل Mutant Monkeys – عطش مبارزه: اشتعال
- جونا هیل در مقابل جیمز فرانکو و ست روگن – این پایان کار است
- ویل فرل، پل راد، دیوید کوچنر و استیو کارل در مقابل جیمز مارسدن در مقابل ساشا بارون کوهن در مقابل کانیه وست در مقابل تینا فی و ایمی پولر در مقابل جیم کری و ماریون کوتیار در مقابل ویل اسمیت در مقابل لیام نیسون و جان سی ریلی در مقابل گرگ کینر – گوینده ۲: افسانه ادامه دارد

### بهترین بوسه
اما رابرتز، جنیفر آنیستون و ویل پولتر – ما میلرها هستیم
- اشلی بنسون، جیمز فرانکو و ونسا هاجنز – تعطیلات بهاری
- جنیفر لارنس و ایمی آدامز – حقه‌بازی آمریکایی
- جوزف گوردون لویت و اسکارلت جوهانسون – دان جان
- شی‌لین وودلی و مایلز تلر – اکنون شگفت‌انگیز

### لحظات WTF
لئوناردو دی‌کاپریو – گرگ وال استریت (فیلم ۲۰۱۳)
- کامرون دیاز – مشاور (فیلم)
- چنینگ تیتوم و دنی مک‌براید – این پایان کار است
- جانی ناکسویل و Jackson Nicoll – کله‌خر تقدیم می‌کند: بابا بزرگ بد
- استیو کارل، ویل فرل، پل راد و دیوید کوچنر – گوینده ۲: افسانه ادامه دارد

### بهترین شخصیت منفی
میلا کونیس – از بزرگ و قدرتمند
- برخد عبدی – کاپیتان فیلیپس (فیلم)
- بندیکت کامبربچ – پیشتازان فضا به سوی تاریکی
- دونالد ساترلند – عطش مبارزه: اشتعال
- مایکل فسبندر – ۱۲ سال بردگی

### بهترین لحظه موزیکال
بک‌استریت بویز، جی باروشل، ست روگن و کریگ رابینسون – این پایان کار است*
- جنیفر لارنس – حقه‌بازی آمریکایی
- لئوناردو دی‌کاپریو – گرگ وال استریت (فیلم ۲۰۱۳)
- ملیسا مک‌کارتی – دزد هویت
- ویل پولتر – ما میلرها هستیم

### بهترین اجرای کمدی
جونا هیل – گرگ وال استریت (فیلم ۲۰۱۳)
- جیسون سودیکیس – ما میلرها هستیم
- جانی ناکسویل – کله‌خر تقدیم می‌کند: بابا بزرگ بد
- کوین هارت – سواری با هم
- ملیسا مک‌کارتی – گرما (فیلم)

### بهترین تبدیل روی صفحه
جرد لتو – باشگاه خریداران دالاس
- کریستین بیل – حقه‌بازی آمریکایی
- الیزابت بنکس – عطش مبارزه: اشتعال
- متیو مک‌کانهی – Dallas Buyers Club
- اورلاندو بلوم – هابیت: برهوت اسماگ

### اجرای برجسته
ریانا – این پایان کار است
- ایمی پولر و تینا فی – گوینده ۲: افسانه ادامه دارد
- جون ریورز – مرد آهنی ۳
- کانیه وست – Anchorman 2: The Legend Continues
- رابرت دنیرو – حقه‌بازی آمریکایی

### بهترین قهرمان
هنری کویل – مرد پولادین
- چنینگ تیتوم – سقوط کاخ سفید
- کریس همسورث – ثور: دنیای تاریک
- مارتین فریمن – هابیت: برهوت اسماگ
- رابرت داونی جونیور – مرد آهنی ۳

### کاراکتر مورد علاقه
Beatrice "Tris" Prior – ناهمتا (فیلم ۲۰۱۴)
- کتنیس اوردین – عطش مبارزه: اشتعال
- Khan Noonien Singh – پیشتازان فضا به سوی تاریکی
- لوکی (شخصیت کمیک) – ثور: دنیای تاریک
- ورونیکا مارس (مجموعه تلویزیونی) – ورونیکا مارس (مجموعه تلویزیونی)

### جایزه نسل ام‌تی‌وی
- مارک والبرگ

### جایگاه پیشگامی ام‌تی‌وی
- چنینگ تیتوم

### ادای احترام
- پل واکر